# Dyveke Sigbritsdatter
Dyveke Sigbritsdatter (* um 1490 in Amsterdam; † 21. September 1517 in Kopenhagen) war die Geliebte des Königs Christian II. von Dänemark, Norwegen und Schweden.

## Leben

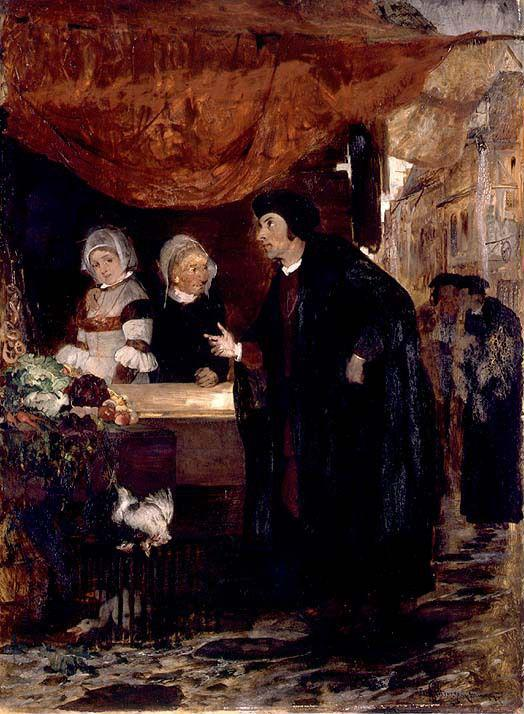
Erik Valkendorf trifft Sigbrit Willums und ihre Tochter Dyveke (links) in Bergen um 1507; Gemälde von Eilif Peterssen 1876

Dyveke stammte aus einer Amsterdamer Kaufmannsfamilie. Von ihrem früh verstorbenen Vater ist nur der Vorname Nicolaus bekannt. Dyvekes Nachname Sigbritsdatter (dän. für „Sigbritstochter“) ist von ihrer Mutter abgeleitet. Oft wird auch der Nachname weggelassen; selbst in Nachschlagewerken erscheint sie mitunter nur unter ihrem Vornamen Dyveke, dem mittelniederländischen Wort für „Täubchen“.
Dyveke und ihre verwitwete Mutter Sigbrit Villoms (auch Willums oder Villomsdatter, „Tochter des Villom“) zogen von den Niederlanden nach Bergen (Norwegen). Nach dem Bericht des dänischen Geschichtsschreibers Hans Svaning (1503–1584) traf der königliche Kanzler Erik Valkendorf die außergewöhnlich schöne Dyveke an ihrem Stand auf dem Bergener Markt und berichtete Christian II., damals Vizekönig in Norwegen, davon. Schon bald bereute Valkendorf dies sehr, da Christian II. nun darauf bestand, Dyveke persönlich kennenzulernen und zu diesem Zweck ein Tanzfest in Bergen veranstalten ließ, zu dem auch Dyveke eingeladen wurde. Wie Hans Svaning hierzu berichtet, soll Dyveke noch in derselben Nacht das Bett Christians II. geteilt haben. Heute wird angenommen, dass sich diese Geschehnisse 1507 (oder, weniger wahrscheinlich, 1509) ereigneten.
Darauf ließ Christian II. für Dyveke und Sigbrit ein Haus in Oslo bauen. Als er 1513 König von Dänemark wurde, gab er ihnen Schloss Hvidøre nördlich Kopenhagen zur Wohnung. 1516 kaufte er für Dyveke und Sigbrit einen Hof in Kopenhagen ganz in der Nähe seines Schlosses. Dass er die Beziehung zu Dyveke auch nach seiner Heirat mit Isabella von Österreich 1515 fortsetzte, trug Christian II. die Missbilligung sowohl einheimischer Würdenträger als auch ausländischer Gesandtschaften ein. Der römisch-deutsche Kaiser Maximilian I., Großvater der Isabella von Österreich, ließ 1516 unverhohlen damit drohen, dass Dyveke ein Unglück geschehen werde, wenn sich Christian II. nicht von ihr trenne.
1517 starb Dyveke plötzlich, wahrscheinlich an vergifteten Kirschen. Ihre Mutter Sigbrit sah Erik Valkendorf, der 1510 Erzbischof von Nidaros geworden war, als Drahtzieher des Mordkomplotts an. Christian II. glaubte dagegen, sein Lehnsmann Torben Oxe habe Dyveke vergiftet, weil sie dessen Annäherungsversuche zurückgewiesen hatte. Der Reichsrat hielt dies für unbewiesen und sprach Torben Oxe frei. Christian II. setzte sich darüber hinweg und machte Torben Oxe erneut den Prozess, diesmal vor einem Bauerngericht, das ihn schuldig sprach und enthaupten ließ. So wurde Dyvekes Tod zum Politikum, da diese selbstherrliche Vorgehensweise Christians II. die Spannungen zwischen ihm und den führenden Adligen im Reichsrat verschärfte.
Dyvekes Mutter Sigbrit Villoms behielt auch nach dem Tod ihrer Tochter großen Einfluss als Ratgeberin und Finanzexpertin Christians II. Sie hatte eigene Sekretäre und beaufsichtigte das Zollwesen des Königreiches. Ihre nicht mit einem offiziellen Amt oder adliger Abstammung legitimierte Machtposition verschaffte ihr jedoch viele Gegner; sogar das Stockholmer Blutbad 1520 wurde ihr von der damaligen öffentlichen Meinung zur Last gelegt. Beim Sturz Christians II. 1523 floh Sigbrit Villoms mit ihm in die Niederlande, wo sie sich einige Jahre versteckt hielt. Die letzte Nachricht von ihr stammt aus dem Jahr 1532, als sie im Gefängnis Vilvorde bei Brüssel inhaftiert gewesen sein soll und vermutlich bald darauf als Hexe hingerichtet wurde.
Dyveke wurde im Karmeliterkloster in Helsingør begraben, wo noch heute ihre Grabstelle im Kreuzgang gezeigt wird. Dort befand sich nämlich einmal ein liegender, glatter Grabstein ohne Inschrift vor der heute zugemauerten Eingangstür zum Nordflügel des Klosters. Der Sage nach hatten die Feinde Christians II. Dyveke dort bestattet, „damit alle ehrlichen Leute sie mit Füßen treten konnten“. Ein Fragment des Grabsteins von Dyvekes Mutter Sigbrit Villoms befindet sich heute im dänischen Nationalmuseum Kopenhagen.
Ingrid S. Jensen kommt zu folgendem Fazit: „Im Laufe der Zeit sah man Dyveke als Hure ebenso wie als Heilige. Einerseits wurde sie als unschuldiges junges Mädchen verstanden, das von seiner eigenen Mutter auf dem Altar der Habgier geopfert wurde. Andererseits erschien sie als berechnende, leichtlebige Frau, die alle Männer, die sie traf, verhexte und ins Unglück stürzte. So schrieb es der Chronist Poul Helgesen im 16. Jahrhundert, und so schreiben es Historiker und Erzähler noch immer. Die Wahrheit über Dyveke liegt wahrscheinlich, wie in so vielen anderen Fällen, irgendwo in der Mitte.“

## Behandlung in Kunst und Literatur

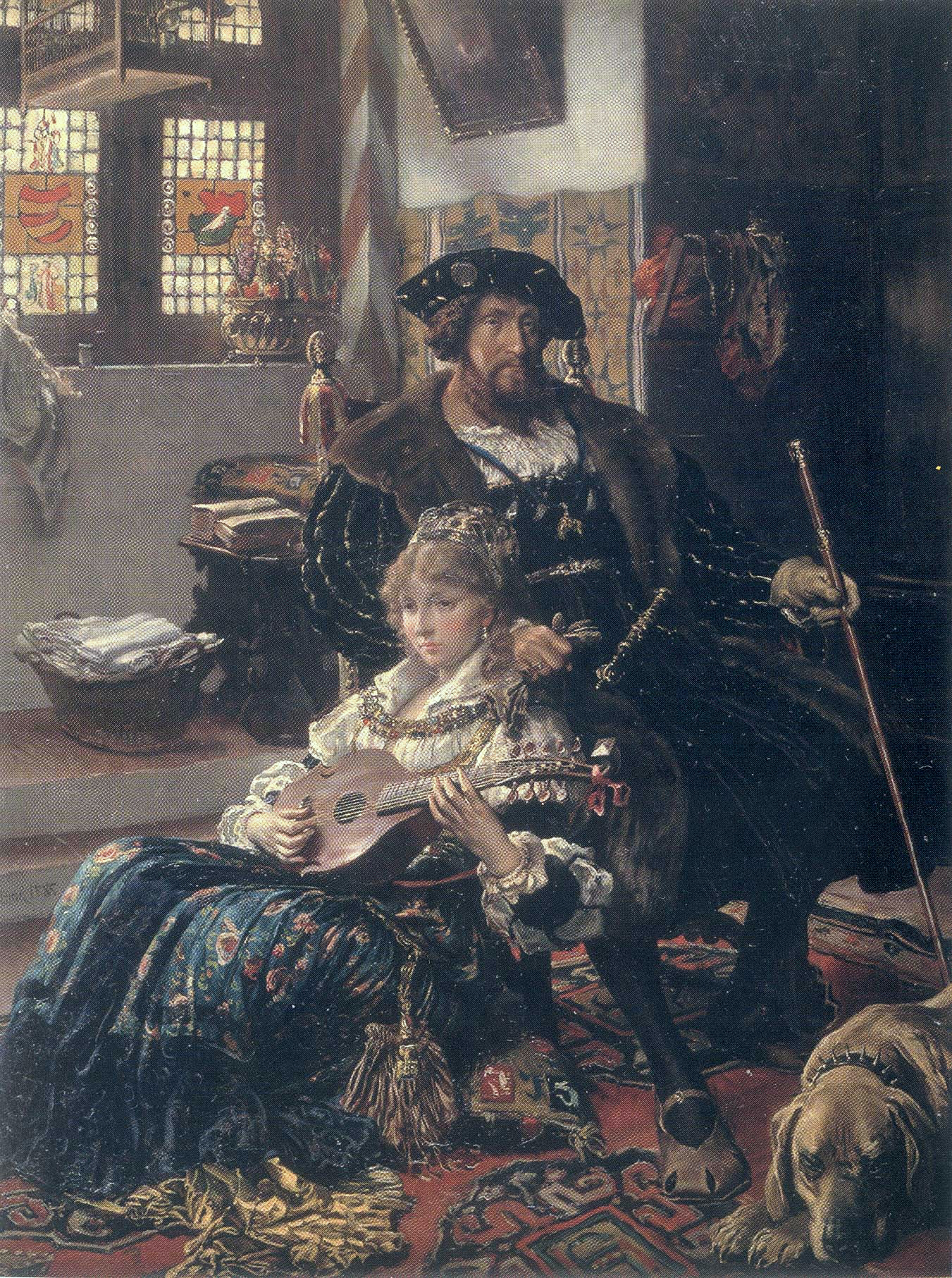
Die Laute spielende Dyveke und König Christian II. von Dänemark, Gemälde von Vilhelm Rosenstand 1885

In der Literatur wurde Dyveke seit Ende des 18. Jahrhunderts vor allem in Dänemark, aber auch in Deutschland in Romanen, Novellen und Dramen thematisiert, so von Gottlob Heinrich Heinse (Frau Sigbritte und ihre schöne Tochter, 1792), Ole Johan Samsøe (Dyveke, et Sørgespil i fem Acter, 1796), Leopold Schefer (Die Düvecke, oder die Leiden einer Königin. Erzählung, 1831), Carsten Hauch (Vilhelm Zabern, 1834), Ernst Münch (König Christiern II., das Täubchen von Amsterdam und Mutter Sigbrit, 1836; eine Mischform von Geschichtsschreibung und Novelle), A. von Tromlitz (Scenen aus dem Leben König Christians II. von Dänemark, 1839), Hermann Marggraff (Das Täubchen von Amsterdam, 1839), Friedrich von Riekhoff (Düveke, oder das Mädchen von Amsterdam. Dramatisches Gedicht in fünf Aufzügen, 1842), Ida Frick (Sybrecht Willms. Ein historischer Roman in sechs Abschnitten, 1843), Salomon Hermann von Mosenthal (Düweke. Drama in fünf Aufzügen, 1860), Sophus Claussen (Dyveke, Gedicht, vor 1931), F. M. Fellmann (Dyveke. Roman nach Überlieferungen aus dem 16. Jahrhundert, 1947). Dyvekes bislang jüngste Behandlung in einem Roman über Christian II. stammt von der flämischen Autorin Brigitte Raskin (Hjerterkonge, 2004).
Dyveke wurde auch auf mehreren Historiengemälden des 19. Jahrhunderts dargestellt; so zeigt ein Gemälde von Vilhelm Rosenstand (1885) die Laute spielende Dyveke, auf deren Schulter Christian II. seinen Arm gelegt hat. Ein historisches Bildnis von Dyveke gibt es demgegenüber nicht, doch wurde traditionell die Gestalt einer Sünderin auf einer im 16. Jahrhundert gemalten Altartafel mit dem Porträt Christians II. in der Marienkirche von Helsingør (heute im Nationalmuseum Kopenhagen) als Dyveke identifiziert.
Schließlich wurde Dyveke auch musikalisch behandelt: Der dänische Dichter Holger Drachmann verfasste einen Zyklus Dyvekes sange (Dyvekes Lieder), der von Peter Heise vertont wurde (1879). Der dänische Komponist Johan Bartholdy (1853–1904) schrieb eine Oper Dyveke (1899). Kai Normann Andersen komponierte die Musik zu der Revuekomödie in zwei Akten Dyveke von Kjeld Abell und Poul Henningsen (1940).